# Collatiehuis

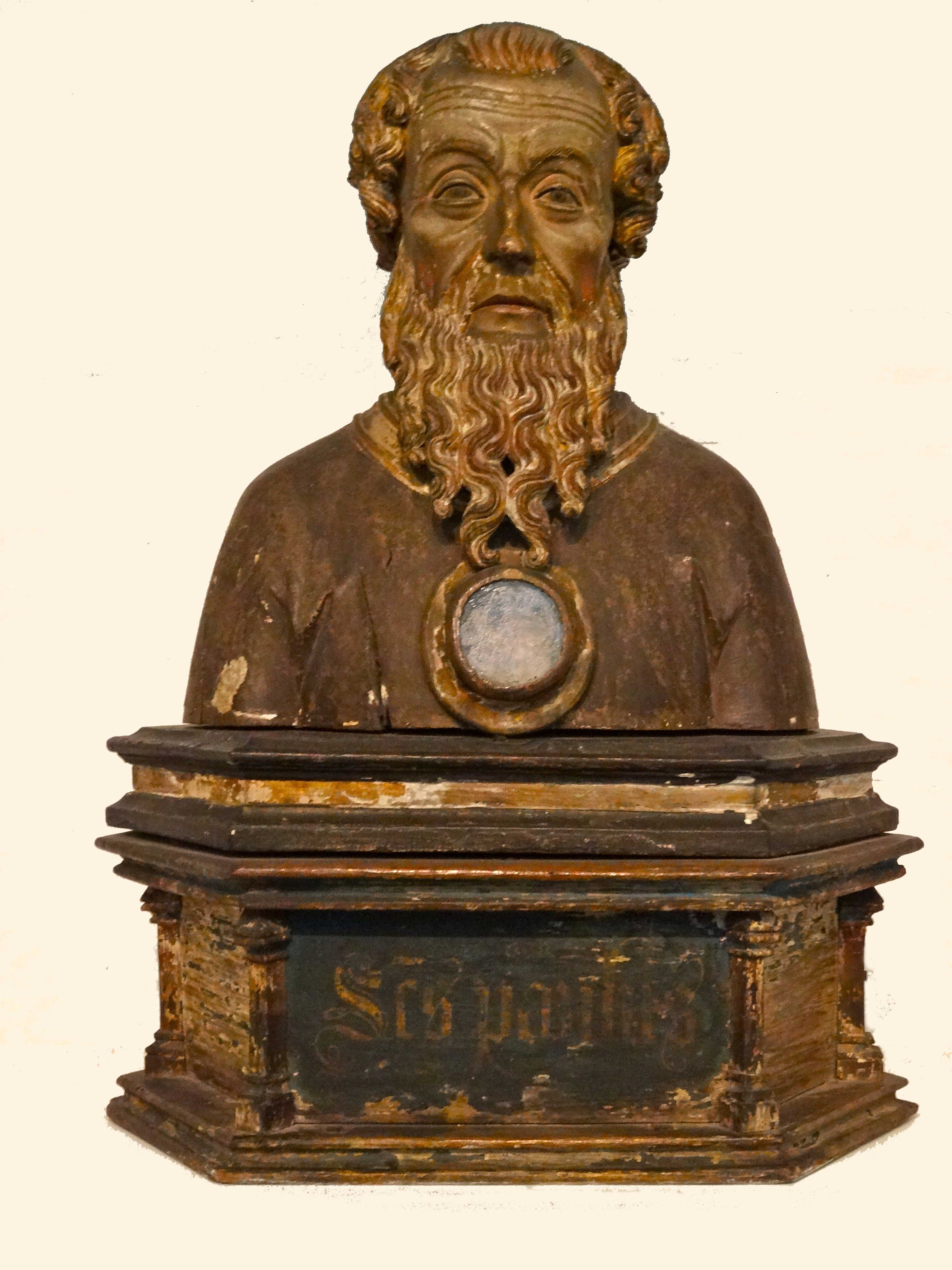
Reliekschrijn van Paulus afkomstig uit het voormalige Collatiehuis

Het Collatiehuis, ook Sint-Paulusconvent, was een kloostercomplex van de Collatiebroeders aan de Raemstraat in Gouda.

## Geschiedenis

### Regulieren
Het Collatiehuis kwam in de loop van de 15e eeuw in fasen tot stand. Al in het begin van de 15e eeuw maakten regulieren, die leefden naar de derde regel van de orde van Sint-Franciscus, gebruik van huisvesting op deze plek aan de Raemweg tegenover de Goudse Sint-Janskerk. Deze regulieren stichtten in 1419 het klooster Emmaüs te Stein. Hun huis aan de Raemstraat ging bij de stadsbrand in 1438 in de vlammen op. Het huis werd op die plek herbouwd. Vanaf 1445 werd het convent, dankzij rector Hendrik Herp, deel van de beweging van de Moderne Devotie, de Broeders van het Gemene Leven. Deze breidden, met name tijdens het rectorschap van Hendrik Gijsbertsz van Arnhem, hun complex in de loop van de 15e eeuw verder uit. Bij het complex werd tevens een kapel gebouwd, die gewijd werd aan de beschermheilige van de collatiebroeders, de heilige Paulus. Ook kreeg het Collatiehuis een eigen begraafplaats. In 1504 werd door Gijsbert Raet een kapel, de Jeruzalemkapel tegen de zuidzijde van het collatiehuis gebouwd. Na de dood van Raet in 1511 kwam ook deze kapel in het bezit van de collatiebroeders. Een van de collatiebroeders, Cornelis Volpartsz, was in het begin van de 16e eeuw tevens glasschilder in Gouda.

### Reformatie
In 1572 kregen het klooster en de kloosterlingen het zwaar te verduren. Lumey kwartierde zijn soldaten in in het complex. Ook vermoordde hij de overste en de procurator van het klooster. Vanaf 1573 kwam het complex in handen van de Heilige Geestmeesters. De Pauluskapel deed vanaf 1601 dienst als looihal, voor de keuring van wollen stoffen. In de loop der jaren hebben de gebouwen meerdere bestemmingen gekend. 

### Afbraak
In 1943 werd besloten om het complex vanwege de bouwvallige staat af te breken. Het voornemen om hier een nieuw postkantoor te bouwen is nooit uitgevoerd. Op deze plek rest nu een plantsoen, waar de poort van de voormalige joodse begraafplaats aan de Boelekade geplaatst is. Alleen de Jeruzalemkapel is gespaard gebleven. Van het Collatiehuis zelf is maar weinig bewaard gebleven. In het museum Gouda bevinden zich nog twee voorwerpen uit dit voormalige kloostercomplex: een grafzerk uit 1504 van Jan Hughe Ghijsbrachtsoen en een reliekschrijn van Paulus. De Patersteeg, die langs de zuidzijde van het complex liep en de scheiding vormde tussen het terrein van het Collatiehuis en het voormalige Sint-Margrietklooster, herinnert nog aan deze collatiebroeders.